# Корриган, Морин
Морин Корриган (англ. Maureen Corrigan; род. 30 июля 1955, Лонг-Айленд, Нью-Йорк) — американский литературный критик и литературовед, заслуженный профессор Джорджтаунского университета. Более 30 лет являлась литкритиком еженедельной программы «Свежий воздух» на NPR. Обозревательница The Washington Post.
Получила степень бакалавра по английскому языку в Фордхемском университете (1977).
В Пенсильванском университете получила степени доктора философии (1987) и магистра (1978). В 1981—1984 годах преподавала в Haverford College.
Ныне именной заслуженный профессор (Nicky and Jamie Grant Distinguished Professor of the Practice in Literary Criticism) на кафедре английского языка Джорджтаунского университета. Специалистка по творчеству Фрэнсиса Скотта Фицджеральда, литературе Нью-Йорка, американской детективной фантастике, американской женской автобиографии, деятельности американских общественных интеллектуалов в XX веке, британской поэзии и прозе XIX века. Отмечена премией «Эдгар» в области критики (1999). Член жюри Пулитцеровской премии 2012 года.
Публикуется в The Wall Street Journal. Также писала обзоры для The New York Times, The Boston Globe и The Nation.
Автор книги So We Read On: How The Great Gatsby Came To Be and Why It Endures (2014), вошедшей в десятку лучших книг года по версии Library Journal, а также мемуаров Leave me Alone I’m Reading (2005).
Проживает в Вашингтоне вместе с мужем (замужем с 1990 года) и дочерью.